# レアンドロ・モンテーラ・ダ・シルバ
レアンドロ・モンテーラ・ダ・シルバ（Leandro Montera da Silva, 1985年2月12日 - ）はブラジル・サンパウロ州サンパウロ市出身の元プロサッカー選手。なお現役時代のポジションは、フォワード（FW）。

## 人物・来歴

### ブラジル時代
ブラジル出身。趣味はテレビゲーム。祖父であるミルトンはブラジルで活躍したプロサッカー選手であった。ポジションはレアンドロと同じフォワードで、サンパウロFCやECジュベントゥージなどに所属していた。
地元サンパウロ州所在のサッカークラブであるコリンチャンスの下部組織でサッカーで始め、2000年に同じサンパウロ州のへと移籍した。2005年にはサンパウロFCに期限付き移籍するがトップチームでは出場機会に恵まれず、U-20（ユース）チームでプレーしていた。

### Jリーグ時代
2005年9月、ナシオナルACからJ1大宮アルディージャに期限付き移籍で加入。J1リーグ戦7試合に出場し1得点を挙げた。翌2006年はJ2モンテディオ山形に期限付き移籍で加入。J2リーグ戦40試合に出場し、得点ランク3位となる23得点を挙げたが、次年度の契約交渉がまとまらず、シーズン終了後契約満了に伴い退団した。
2007年、J1ヴィッセル神戸へ期限付き移籍で加入。FW大久保嘉人と2トップを形成し、J1リーグ戦32試合に出場して15得点を挙げた他、スーパーサッカーのアシストランキングで8位 (アシスト数8) を挙げた。翌2008年はナシオナルACから神戸に完全移籍。第2節川崎戦で自身初のハットトリックを達成するなど開幕から好調を維持していたが、翌3節の磐田戦で加賀健一からタックルを受けた際に鎖骨を骨折、全治2ヶ月と診断され離脱を余儀なくされる。同年5月10日の第12節名古屋戦で復帰したが、復帰以降は調子が上がらず同年度は25試合出場7得点の成績でシーズンを終えた。
2009年、J1ガンバ大阪に完全移籍した。シーズン開幕後のリーグ戦とACLにおいてはスピードと足元の技術の高さ を生かし、クラブ新記録となる公式戦9試合連続ゴールの記録。J1リーグ戦でも、クラブ記録に並ぶ6試合連続ゴールを記録した。しかし5月16日の第12節・浦和レッズ戦で前半39分に左太もも裏を痛め負傷退場、検査の結果左ハムストリング肉離れと診断され、長期離脱となった。

### カタールリーグ移籍
2009年8月、ガンバ大阪からカタールリーグ・アル・サッドに完全移籍した。アル・サッドからガンバ大阪に支払われた違約金は7億5000万円とされる。この年のAFCチャンピオンズリーグ2009においてガンバ大阪はすでにラウンド・オブ・16で敗退していたものの、レアンドロはそれまでに挙げた10ゴールによりこの年の大会得点王となった。
2009-10シーズンのカタール・リーグでは得点ランキング2位となる20ゴールを記録した。翌シーズン以降は新たにアル・サッドに加入したアブドゥル・カデル・ケイタやママドゥ・ニアンにポジションを奪われて出場機会が激減。2012年1月にアル・サッドとの契約を2014年まで延長した後、同年2月より6ヶ月間の期限付き移籍でアル・ラーヤンSCに移籍した。同年6月、ガンバ大阪への3年ぶりとなる期限付き移籍が発表された。
背番号はラフィーニャの移籍で空き番号となっていた「9」に決まる。7月25日のナビスコカップ・柏レイソル戦でガンバの選手として2009年8月23日以来2年11か月ぶりにJリーグのピッチに立った。8月4日の大宮アルディージャ戦、PKでJ復帰後初得点を記録。8月25日のコンサドーレ札幌戦でJでは4年ぶりのハットトリックを達成した。その後も得点を重ね、途中加入ながらチームトップ・リーグ3位タイの14得点を記録したが、チームは不振から抜け出せずJ2降格となってしまった。
2013年はレンタル期間を延長する形で残留し、19節までに13得点を記録したが、保有元のアル・サッドとガンバ大阪の契約交渉が難航し、6月末を持って契約満了による退団が決まった。また一時、古巣ヴィッセル神戸への移籍が確実視されたが その後、保有元のアル・サッド側のチーム状況が変わったことで、クラブ間交渉が暗礁に乗り上げ、移籍は成立せず、アル・サッドに復帰した。

### Jリーグ復帰
2014年、柏レイソルへ完全移籍。J1リーグ戦28試合に出場し11得点、ヤマザキナビスコカップでは10試合に出場し6得点を挙げ同大会得点王に輝いた。2015年も1stステージで5得点、ACLで3得点をあげるなどコンスタントに活躍を見せていたが、1stステージ終了後に退団を明言。
2015年7月2日、7年ぶりにヴィッセル神戸に復帰。
2016年は2トップでコンビを組むFWペドロ・ジュニオールとの連携が冴えわたり、中盤にポジションを移したFW渡邉千真らとともにゴールを量産。J1リーグ戦31試合出場19得点を挙げる活躍で、広島FWピーター・ウタカと並び自身初の得点王に輝いた。
2017年J1開幕戦vs清水エスパルス戦において、左膝前十字靭帯損傷および外側半月板損傷で全治6ヵ月となる重傷を負い、長期離脱を余儀なくされる。それに伴い、ブラジルへ一時帰国していたが、8月に再来日。その後9月の復帰を目処にトレーニングを行なっていたが練習中に同じ箇所の負傷を再発し再び長期離脱することとなった。2018年5月2日のFC東京戦で公式戦復帰を果たした。同年7月、J2リーグ・東京ヴェルディに完全移籍。
2020年11月20日、クラブと合意のうえで契約を解除し、現役を引退すると発表された。

## 個人成績
| 国内大会個人成績 | 国内大会個人成績 | 国内大会個人成績 | 国内大会個人成績 | 国内大会個人成績 | 国内大会個人成績            | 国内大会個人成績 | 国内大会個人成績 | 国内大会個人成績 | 国内大会個人成績 | 国内大会個人成績 | 国内大会個人成績 |
| 年度             | クラブ           | 背番号           | リーグ           | リーグ戦         | リーグ戦                    | リーグ杯         | リーグ杯         | オープン杯       | オープン杯       | 期間通算         | 期間通算         |
| 年度             | クラブ           | 背番号           | リーグ           | 出場             | 得点                        | 出場             | 得点             | 出場             | 得点             | 出場             | 得点             |
| ブラジル         | ブラジル         | ブラジル         | ブラジル         | リーグ戦         | リーグ戦                    | ブラジル杯       | ブラジル杯       | オープン杯       | オープン杯       | 期間通算         | 期間通算         |
| ---------------- | ---------------- | ---------------- | ---------------- | ---------------- | --------------------------- | ---------------- | ---------------- | ---------------- | ---------------- | ---------------- | ---------------- |
| 2004             | ナシオナルAC     |                  | -                |                  |                             |                  |                  |                  |                  |                  |                  |
| 2005             | サンパウロ       |                  | セリエA          | 0                | 0                           | 0                | 0                | 0                | 0                | 0                | 0                |
| 日本             | 日本             | 日本             | 日本             | リーグ戦         | リーグ戦                    | リーグ杯         | リーグ杯         | 天皇杯           | 天皇杯           | 期間通算         | 期間通算         |
| 2005             | 大宮             | 32               | J1               | 7                | 1                           | 0                | 0                | 1                | 0                | 8                | 1                |
| 2006             | 山形             | 9                | J2               | 40               | 23                          | -                | -                | 2                | 4                | 42               | 27               |
| 2007             | 神戸             | 9                | J1               | 32               | 15                          | 3                | 2                | 0                | 0                | 35               | 17               |
| 2008             | 神戸             | 9                | J1               | 25               | 7                           | 4                | 1                | 1                | 2                | 30               | 10               |
| 2009             | G大阪            | 23               | J1               | 21               | 11                          | 2                | 1                | -                | -                | 23               | 12               |
| カタール         | カタール         | カタール         | カタール         | リーグ戦         | リーグ戦                    | リーグ杯         | リーグ杯         | オープン杯       | オープン杯       | 期間通算         | 期間通算         |
| 2009-10          | アル・サッド     | 9                | QSL1部           | 21               | 20                          |                  |                  |                  |                  |                  |                  |
| 2010-11          | アル・サッド     | 9                | QSL1部           | 8                | 3                           |                  |                  |                  |                  |                  |                  |
| 2011-12          | アル・サッド     | 23               | QSL1部           | 0                | 0                           |                  |                  |                  |                  |                  |                  |
| 2011-12          | アル・ラーヤン   | 18               | QSL1部           | 4                | 4                           |                  |                  |                  |                  |                  |                  |
| 日本             | 日本             | 日本             | 日本             | リーグ戦         | リーグ戦                    | リーグ杯         | リーグ杯         | 天皇杯           | 天皇杯           | 期間通算         | 期間通算         |
| 2012             | G大阪            | 9                | J1               | 15               | 14                          | 2                | 0                | 4                | 1                | 21               | 15               |
| 2013             | G大阪            | 9                | J2               | 19               | 13                          | -                | -                | -                | -                | 19               | 13               |
| カタール         | カタール         | カタール         | カタール         | リーグ戦         | リーグ戦                    | リーグ杯         | リーグ杯         | オープン杯       | オープン杯       | 期間通算         | 期間通算         |
| 2013-14          | アル・サッド     | 9                | QSL1部           |                  |                             |                  |                  |                  |                  |                  |                  |
| 日本             | 日本             | 日本             | 日本             | リーグ戦         | リーグ戦                    | リーグ杯         | リーグ杯         | 天皇杯           | 天皇杯           | 期間通算         | 期間通算         |
| 2014             | 柏               | 11               | J1               | 28               | 11                          | 10               | 6                | 2                | 1                | 40               | 18               |
| 2015             | 柏               | 11               | J1               | 14               | 5                           | -                | -                | -                | -                | 14               | 5                |
| 2015             | 神戸             | 11               | J1               | 12               | 4                           | 3                | 1                | 2                | 0                | 17               | 5                |
| 2016             | 神戸             | 11               | J1               | 31               | 19                          | 5                | 2                | 1                | 0                | 37               | 21               |
| 2017             | 神戸             | 11               | J1               | 1                | 0                           | 0                | 0                | 0                | 0                | 1                | 0                |
| 2018             | 神戸             | 11               | J1               | 2                | 0                           | 1                | 1                | 0                | 0                | 3                | 1                |
| 2018             | 東京V            | 10               | J2               | 8                | 1                           | -                | -                | 0                | 0                | 8                | 1                |
| 2019             | 東京V            | 10               | J2               | 25               | 7                           | -                | -                | 0                | 0                | 25               | 7                |
| 2020             | 東京V            | 10               | J2               | 1                | 0                           | -                | -                | -                | -                | 1                | 0                |
| 通算             | ブラジル         | ブラジル         | セリエA          | 0                | 0                           | 0                | 0                | 0                | 0                | 0                | 0                |
| 通算             | 日本             | 日本             | J1               | 188              | 87                          | 30               | 14               | 11               | 4                | 229              | 107              |
| 通算             | 日本             | 日本             | J2               | 93               | 45                          | -                | -                | 2                | 4                | 95               | 49               |
| 通算             | カタール         | カタール         | QSL1部           | 33               | 27                          |                  |                  |                  |                  |                  |                  |
| 総通算           | 総通算           | 総通算           | 総通算           | 288              | 151\|\|\|\|\|\|\|\|\|\|\|\| |                  |                  |                  |                  |                  |                  |

その他の公式戦
- 2018年
  - J1参入プレーオフ 3試合0得点

| 国際大会個人成績 | 国際大会個人成績 | 国際大会個人成績 | 国際大会個人成績 | 国際大会個人成績 | FIFA      | FIFA      |
| 年度             | クラブ           | 背番号           | 出場             | 得点             | 出場      | 得点      |
| AFC              | AFC              | AFC              | ACL              | ACL              | クラブW杯 | クラブW杯 |
| ---------------- | ---------------- | ---------------- | ---------------- | ---------------- | --------- | --------- |
| 2009             | G大阪            | 23               | 6                | 10               | -         | -         |
| 2010             | アル・サッド     | 9                | 6                | 5                | -         | -         |
| 2011             | アル・サッド     | 9                | 7                | 0                | -         | -         |
| 2011             | アル・サッド     | 23               | -                | -                | 0         | 0         |
| 2012             | アル・ラーヤン   | 23               | 5                | 1                | -         | -         |
| 2015             | 柏               | 11               | 5                | 3                | -         | -         |
| 通算             | AFC              | AFC              | 29               | 19               | 0         | 0         |

その他の国際公式戦
- 2011年
  - AFCチャンピオンズリーグ2011西地区プレーオフ 2試合3得点
- 2014年
  - スルガ銀行チャンピオンシップ2014 1試合1得点
- 2015年
  - AFCチャンピオンズリーグ2015東地区プレーオフ 1試合2得点

出場歴
- Jリーグ初出場 - 2005年9月17日 J1第24節 vsジェフユナイテッド千葉（さいたま市大宮公園サッカー場）
- Jリーグ初得点 - 2005年11月12日 J1第30節 vs名古屋グランパスエイト（埼玉スタジアム2002）

## タイトル

### クラブ
柏レイソル
- スルガ銀行チャンピオンシップ：1回（2014年）

アル・サッド
- カタールスターズカップ：1回（2010-11）
- AFCチャンピオンズリーグ：1回（2011年）

アル・ラーヤンSC
- クラウンプリンスカップ：1回（2011-12）
- シェイク・ジャセムカップ：1回（2011-12）

### 個人
- AFCチャンピオンズリーグ 得点王：2009
- J1リーグ 得点王：2016
- Jリーグベストイレブン：2016
- Jリーグ・優秀選手賞：2016年
- Jリーグヤマザキナビスコカップ 得点王：2014
- J1リーグ月間MVP：2016年9月
- J2リーグ月間MVP：2013年4月